# Споразумение за Проливите
Споразумението за Проливите са тайни договорености от март 1915 година между страните от Тройното съглашение - Русия, Великобритания и Франция - за териториални промени в Близкия изток след края на Първата световна война.
Според споразумението Русия трябва да получи контрол върху Черноморските проливи. Константинопол остава според клаузите на споразумението за Русия, срещу което Англия и Франция получават останалото османско наследство в Мала Азия. 
След октомврийската революция, Ленин подписва (3 декември 1917 г.) обръщение към мюсюлманите, с което разгласява за съществуващото секретно споразумение - с цел да дискредитира най-вече сваленото временно правителство на Александър Керенски.  През 1917 г. валидността на споразумението е потвърдено от западните съюзници пред министъра на външните работи на временното руско правителство - Павел Милюков. .